# Тринкьери, Андреа
Андреа Тринкьери (итал. Andrea Trinchieri; 6 августа 1968, Милан, Италия) — итальянский баскетбольный тренер.

## Карьера
Родился в 1968 году в Милане в интернациональной семье. Его отец — Паоло Тринкьери, сын дипломата, имеет американские и панамские корни. Мать — хорватка.
С 1998 по 2004 год Тринкьери работал помощником главного тренера в «Милане», где набирался опыта от своих коллег. В 2004 году Андреа наконец получил первый самостоятельный вызов — возглавил БК «Кремона». Команду с севера Италии он поднял уровнем выше, выведя из третьего дивизиона во второй. После этого он некоторое время работал в «ЮвеКазерте», игравшей во  2-й лиге.
Его   следующая тренерская работа  в «Вероли» принесла ему LNP Cup (кубковый турнир, проводящийся среди команд Серии A2) и звание лучшего тренера лиги. Возглавляя баскетбольный клуб «Канту» он дважды признавался тренером года в Италии.
2 января 2013 года  Федерация баскетбола Греции объявила, что Тринкьери будет тренировать национальную сборную этой страны в течение ближайших двух лет. Однако уже в июне 2014 года он был заменен  на  Фотиса Кацикариса, несмотря на действующий контракт.
C июля 2014 года руководит немецким «Брозе», с которым выиграл три титула чемпиона страны (2015, 2016, 2017). Покинул «Брозе» в 2018 году